# Municipio de Champion (Misuri)
El municipio de Champion (en inglés: Champion Township) es un municipio ubicado en el condado de Douglas en el estado estadounidense de Misuri. En el año 2010 tenía una población de 269 habitantes y una densidad poblacional de 2,84 personas por km².

## Geografía
El municipio de Champion se encuentra ubicado en las coordenadas 36°55′17″N 92°21′52″O / 36.92139, -92.36444. Según la Oficina del Censo de los Estados Unidos, el municipio tiene una superficie total de 94.55 km², de la cual 94,54 km² corresponden a tierra firme y (0,01 %) 0,01 km² es agua.

## Demografía
Según el censo de 2010, había 269 personas residiendo en el municipio de Champion. La densidad de población era de 2,84 hab./km². De los 269 habitantes, el municipio de Champion estaba compuesto por el 97,03 % blancos, el 0,74 % eran amerindios, el 0,37 % eran asiáticos, el 0,37 % eran de otras razas y el 1,49 % eran de una mezcla de razas. Del total de la población el 1,12 % eran hispanos o latinos de cualquier raza.